# Lučice (Chudenice)
Lučice jsou malá vesnice, část městyse Chudenice v okrese Klatovy v Plzeňském kraji. Nachází se asi dva kilometry jihozápadně od Chudenic. Prochází zde silnice II/184, silnice II/185. Je zde evidováno 37 adres. V roce 2011 zde trvale žilo 37 obyvatel.
Lučice leží v katastrálním území Lučice u Chudenic o rozloze 1,71 km². V katastrálním území leží i část přírodní památky Chudenická bažantnice.

## Historie
První písemná zmínka o vesnici pochází z roku 1399.

## Obyvatelstvo
| Rok            | 1869 | 1880 | 1890 | 1900 | 1910 | 1921 | 1930 | 1950 | 1961 | 1970 | 1980 | 1991 | 2001 | 2011 | 2021 |
| -------------- | ---- | ---- | ---- | ---- | ---- | ---- | ---- | ---- | ---- | ---- | ---- | ---- | ---- | ---- | ---- |
| Počet obyvatel | 117  | 127  | 103  | 105  | 87   | 118  | 106  | 87   | 96   | 79   | 54   | 39   | 33   | 37   | 36   |
| Počet domů     | 20   | 20   | 20   | 17   | 17   | 18   | 20   | 22   | 23   | 24   | 23   | 26   | 26   | 27   | 29   |

## Obecní správa
Při sčítání lidu v letech 1850–1929 Lučice byly osadou obce Bezpravovice v okrese Klatovy. V letech 1930–1975 byly samostatnou obcí v okrese Klatovy. Od 1. července 1975 jsou částí městyse Chudenice v okrese Klatovy.

## Pamětihodnosti
- Usedlost U Žižků (čp. 2)

## Galerie

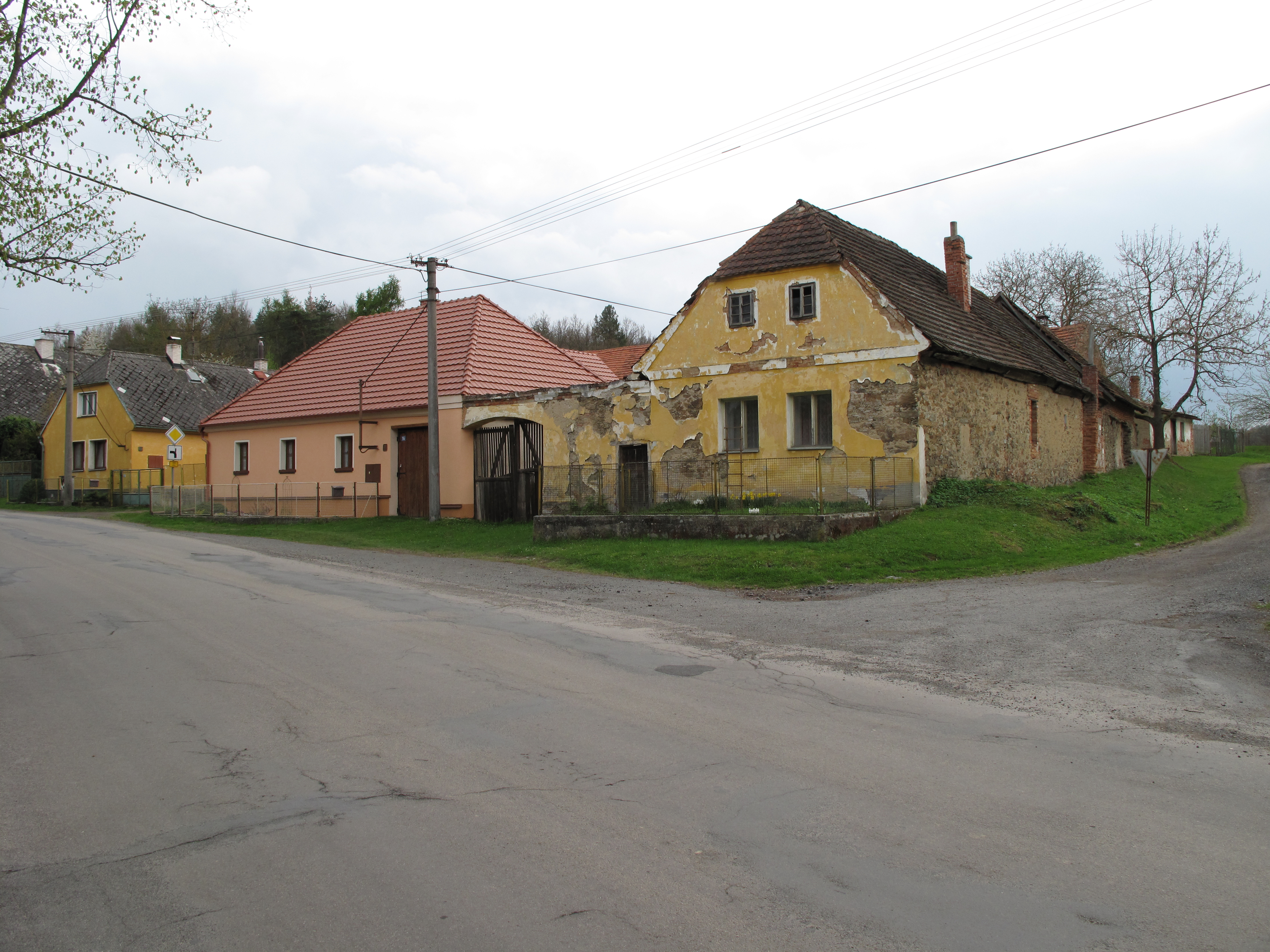
Jeden z domů
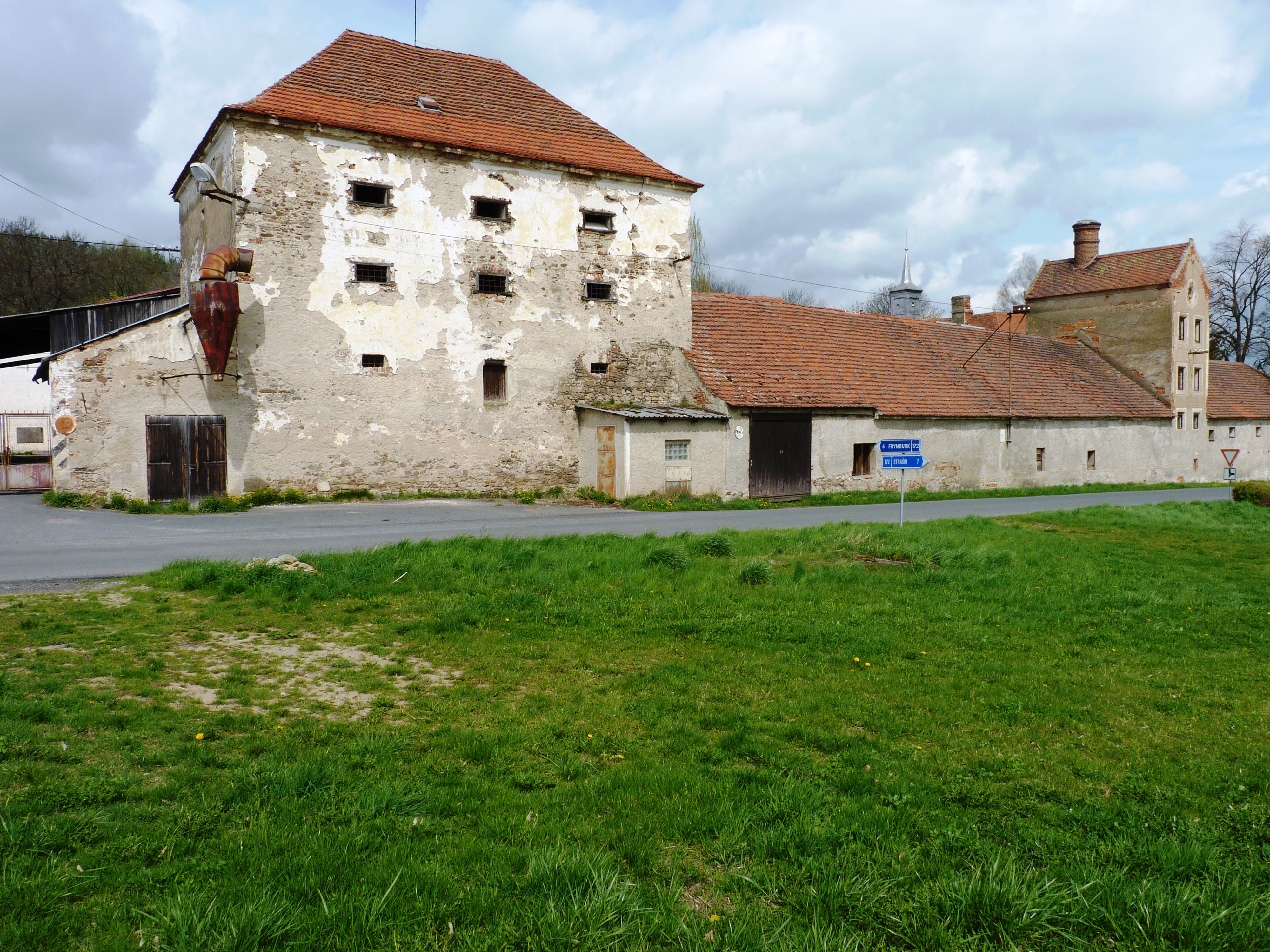
Zchátralá budova
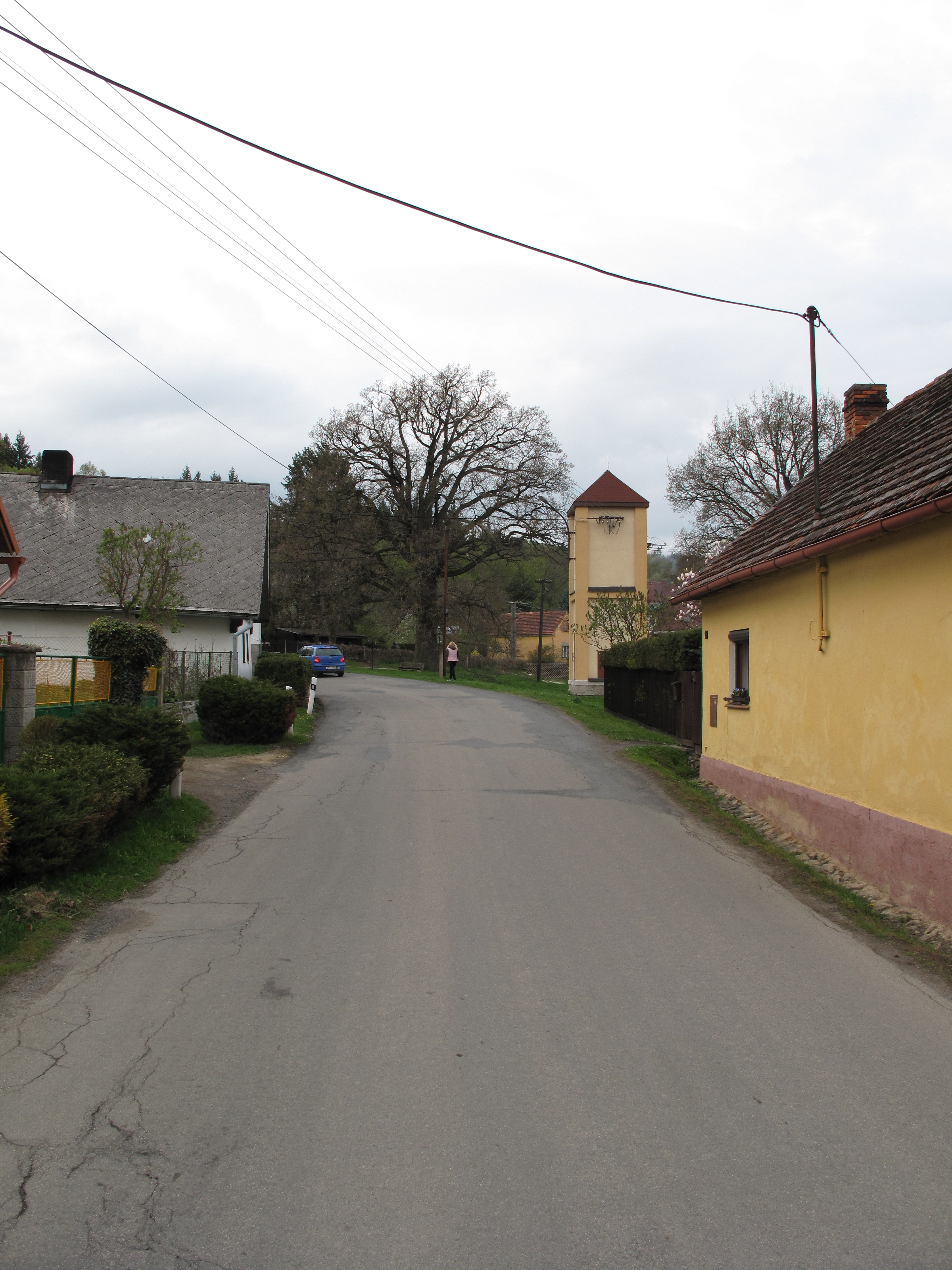
Cesta obcí